# Hal Moore
Harold Gregory „Hal“ Moore, Jr. (13. února 1922 – 10. února 2017) byl generálporučík armády Spojených států a spisovatel.
Je držitelem Distinguished Service Cross, druhého nejvyššího vyznamenání armády Spojených států za chrabrost, a byl prvním vojákem ze své třídy na West Pointu (1945), který dosáhl povýšení na brigádního generála, generálmajora a generálporučíka.
Moore je známý jako velitel 1. praporu 7. regimentu kavalérie v bitvě u Ia Drang v roce 1965 během války ve Vietnamu. Bitva byla podrobně popsána v bestselleru We Were Soldiers Once... and Young z roku 1992, jehož je Moore spoluautorem, a který byl v roce 2002 zpracován ve filmu Randalla Wallace Údolí stínů (v originále We Were Soldiers), ve kterém hrál Moora Mel Gibson; Moore je „čestným plukovníkem“ pluku.
V roce 2007 Moorův řidič napsal knihu o Moorově osobní náboženské cestě. Kniha nese název A General's Spiritual Journey (Generálova duchovní cesta).
V roce 2013 autor Mike Guardia zveřejnil první celovečerní biografii Moorova života a kariéry s názvem Hal Moore: Voják jednou a navždy. Moore byl také vyznamenán Řádem Svaté Mauricie od Národní pěší asociace, jakož i oceněním Distinguished Graduate Award jako význačný absolvent West Pointu od asociace absolventů.